# 世界大战 (音乐剧)
《杰夫·韦恩的世界大战音乐剧》（Jeff Wayne's Musical Version of The War of the Worlds ）是1978年由杰夫·韦恩和其他人一起导演的概念专辑，重新阐释了赫伯特·乔治·威尔斯撰写的《世界大战》的故事。

## 关于专辑
世界大战 明星有：主演理查德·伯顿，贾斯廷·黑渥德（主演忧郁蓝色），菲尔·利诺特和戴维·埃塞克斯。
《永远的秋季》，《雷之子》，和《人类的精神》被公认为该专辑最被认可的单曲。贾斯廷·黑渥德的《永远的秋季》曾在英国单曲排行榜上排前十。大部分编曲由埃尔顿·约翰的前作曲者盖瑞·奥斯本所写。

## 歌曲列表
所有的对话皆由多伦·韦恩和杰瑞·韦恩根据赫伯特·乔治·威尔斯的原著所写。除标记的部分曲目外，大部分音乐和旋律由杰夫·韦恩所谱。

### 唱片

#### A面
1. "战争前夕（The Eve of the War）" – 9:06
2. "骑兵与热射线（Horsell Common and the Heat Ray）" – 11:36

#### B面
1. "炮兵和机器（The Artilleryman and the Fighting Machine）" – 10:36
2. "永远的秋天（Forever Autumn）" – 7:43 (Wayne, Vigrass, Osborne)
3. "雷之子（Thunder Child）" – 6:10 (Wayne, Osborne)

#### C面
1. "红色野草第一部分（The Red Weed (Part 1)）" – 5:55
2. "牧师内森（Parson Nathaniel）" – 1:55
3. "人类的精神（The Spirit of Man）" – 9:46 (Wayne, Osborne)
4. "红色野草第二部分（The Red Weed (Part 2)）" – 6:51

#### D面
1. "勇敢新世界（Brave New World）" – 12:13 (Wayne, Osborne)
2. "死亡的伦敦（Dead London）" – 8:37
3. "结尾第一部分（Epilogue (Part 1)）" – 2:42
4. "结尾第二部分 美国宇航局（Epilogue (Part 2) (NASA)）" – 2:02

### CD
与唱片相同，重新压制为双层CD。上市日期：1990年10月25日。

#### 第一张
1. "战争前夕" – 9:07 (Wayne)
2. "骑兵与热射线" – 11:35 (Wayne)
3. "炮兵和机器" – 10:27 (Wayne)
4. "F永远的秋天" – 7:55 (Wayne, Vigrass, Osborne)
5. "T雷之子" – 6:03 (Wayne, Osborne)

#### 第二张
1. "红色野草第一部分" – 5:51
2. "人类的精神" – 11:45 (Wayne, Osborne) [唱片的 "牧师内森"和"人类的精神"被压到同一首歌里]
3. "红色野草第二部分" – 6:19
4. "勇敢新世界" – 12:36 (Wayne, Osborne)
5. "死亡的伦敦" – 8:36
6. "结尾第一部分" – 2:42
7. "结尾第二部分 美国宇航局" – 2:01

## 其他艺术家
- 李察·波頓 –（旁白：记者）
- 大衛·艾瑟斯 –（旁白与饰唱：炮兵）
- Phil Lynott（英语：Phil Lynott） –（旁白与饰唱：牧师内森）
- Julie Covington（英语：Julie Covington） –（饰唱：贝丝）
- Justin Hayward（英语：Justin Hayward） –（饰唱：记者的思想 "永远的秋天"）
- Chris Thompson（英语：Chris Thompson） –（饰唱：人性的声音 "雷之子"）
- Jerry Wayne（英语：Jerry Wayne） –（旁白："结局第二部分"）
- Ken Freeman（英语：Ken Freeman） – 电键盘
- Chris Spedding（英语：Chris Spedding） – 吉他
- Jo Partridge（英语：Jo Partridge） – 吉他（热射线）
- George Fenton（英语：George Fenton） – 桑圖爾，齊特琴，塔爾
- Herbie Flowers（英语：Herbie Flowers） – 贝斯
- Barry Morgan（英语：Barry Morgan (musician)） – 鼓
- Barry da Souza（英语：Barry da Souza），Roy Jones（英语：Roy Jones），Ray Cooper（英语：Ray Cooper） – 打击乐器
- Paul Vigrass（英语：Paul Vigrass），Gary Osborne（英语：Gary Osborne），Billy Lawrie（英语：Billy Lawrie） – 背景音